# 朝日通停留場
朝日通停留場（あさひどおりていりゅうじょう）は、鹿児島県鹿児島市名山町および金生町にある鹿児島市電の停留場。鹿児島市電1系統と2系統が使用する。
戦前は当駅より分岐して上町線が運行されていたが、戦災により運行が休止となり、戦後に市役所前停留場から分岐する形へと変更された。なお、戦前の分岐レール跡はラッシュ時の当停留場折り返し用の引込み線として残されていたが、後に撤去され、現在レールの形跡は全く残っていない。

## 歴史
- 1914年（大正3年）10月3日：鹿児島電気軌道により設置される。
- 1928年（昭和3年）7月1日：鹿児島市電気局に移管。
- 1933年（昭和8年）1月26日：鹿児島市交通課に移管。
- 1952年（昭和27年）10月1日：鹿児島市交通局に移管。

## 構造
- 2面2線の相対式ホーム。地上駅。各のりばは電車が通過しない限りいつでも行き来できる。下りホームと、上りホームは、国道58号（朝日通り）を挟んである。
- 両のりばに電車接近表示機及びアナウンスがある。
- 両のりばとも車椅子の使用は可。但し、電動車椅子はホーム幅が規定に足りないため不可。
- 無人駅で、乗車券などの販売は行っていない。

### のりば
- 1系統 - 天文館、騎射場、郡元、谷山方面
- 2系統 - 天文館、鹿児島中央駅、神田（交通局前）、郡元方面
- 1系統 - 鹿児島駅前方面
- 2系統 - 鹿児島駅前方面

## 利用状況
| 年度   | 1日平均 乗降人員 |
| ------ | ---------------- |
| 2011年 | 1,614            |
| 2012年 | 1,577            |
| 2013年 | 1,588            |
| 2014年 | 1,570            |
| 2015年 | 1,569            |

## 周辺
鹿児島市で近代的な繁華街と最初に開けた地点であり、現在も天文館エリアで最も賑やかな場所である。周辺はアーケード街も多いが、地元銀行の本店、都市銀行の支店、證券会社の店舗も軒を連ねている。数々の鹿児島の歴史の舞台となった場所でもあり、重みを感じられる街でもある。
- 朝日通り（国道58号） - 鹿児島朝日新聞（現在の南日本新聞の前身の一つ）の社屋が戦前にあり次第に呼ばれるようになったらしい。
- 中央公園
- 鹿児島市立美術館
- かごしま近代文学館
- ドルフィンポート
- 鹿児島市中央公民館
- 鹿児島県文化センター - 2006年より『宝山(ほうざん)ホール』と命名される。薩長同盟や亀山社中の仕掛人小松帯刀の像が敷地内にある。
- 鹿児島東郵便局・ゆうちょ銀行鹿児島店（〒892-8799）
- 西郷隆盛銅像 - 観光名所として有名。
- 浄土真宗西本願寺鹿児島別院
- 泉公園 - 五代友厚像がある。
- 三島村役場
- 鹿児島県産業会館
- 鹿児島ビルディング - 昭和36年に竣工された鹿児島県初の近代的高層オフィスビル
- リッチモンドホテル鹿児島金生町（旧ロイネットホテル鹿児島） - 敷地には以前、鹿児島県初の銀行が建っていた。
- 山形屋本店 - 玄関前に日本初の女性農学博士丹下梅子像がある。
- 南日本銀行本店 - 建物は国の有形重要文化財に指定されている。
- 鹿児島銀行本店 - 電車通り裏側の別館は鹿児島最古の鉄筋コンクリート造の建造物であり、国の有形重要文化財に指定されている。

## バス路線
周辺にある金生町バス停に鹿児島市営バス、鹿児島交通、南国交通、JR九州バスの各路線が発着する。
- 2015年8月31日までは山形屋1階に山形屋バスセンターがあり、いわさきグループ（鹿児島交通および当時の三州自動車）における薩摩半島でのバス路線の起点となっていた。南九州市、枕崎市、南さつま市へ特急・急行運転のバスが出ており、JRで行くより早く比較的安価で行くことが可能。バスセンター廃止後も多くの路線が金生町発着で運行している。

（下記は各系統の行先）
金生町バス停
| 金生町バス停（上り） |                          |                        |            |
| 種別・系統番号       | 経由地                   | 行先                   | 運行       |
| 1                    | 市役所前・水族館口       | 鹿児島駅前             | 鹿児島交通 |
| 2                    | 市役所前・水族館口       | 水族館前               | 鹿児島交通 |
| 2                    | 市役所前・水族館口       | 鹿児島駅前             | 鹿児島交通 |
| 3                    |                          | 市役所前               | 鹿児島交通 |
| 4                    | 市役所前・水族館口       | 鹿児島駅前             | 鹿児島交通 |
| 6-2                  |                          | 市役所前               | 鹿児島交通 |
| 6-3                  | 市役所前・水族館口       | 鹿児島駅前             | 鹿児島交通 |
| 9                    |                          | 市役所前               | 鹿児島交通 |
| 11                   | 市役所前・水族館口       | 鹿児島駅前             | 鹿児島交通 |
| 15                   |                          | 市役所前               | 鹿児島交通 |
| 15                   | 市役所前                 | 水族館前               | 鹿児島交通 |
| 15-2                 |                          | 市役所前               | 鹿児島交通 |
| 15-3                 |                          | 市役所前               | 鹿児島交通 |
| 16                   | 市役所前・水族館口       | 鹿児島駅前             | 鹿児島交通 |
| 17                   | 市役所前・水族館口       | 鹿児島駅前             | 鹿児島交通 |
| 18                   |                          | 市役所前               | 鹿児島交通 |
| 19                   | 市役所前・水族館口       | 鹿児島駅前             | 鹿児島交通 |
| 23                   | 市役所前・水族館口       | 鹿児島駅前             | 鹿児島交通 |
| 金生町バス停（下り） |                          |                        |            |
| 系統番号             | 経由地                   | 行先                   | 運行       |
| 1                    | 県庁前・平川             | 平川星和台             | 鹿児島交通 |
| 2                    | 騎射場・谷山駅前         | 動物園                 | 鹿児島交通 |
| 3                    | 鹿児島中央駅・オプシア   | 鴨池港                 | 鹿児島交通 |
| 3                    | 鹿児島中央駅・紫原中央   | 鴨池港                 | 鹿児島交通 |
| 4                    | 鹿児島中央駅・脇田       | イオン鹿児島           | 鹿児島交通 |
| 4                    | 鹿児島中央駅・イオン     | 慈眼寺団地             | 鹿児島交通 |
| 5                    | 鹿児島中央駅・七ツ島     | 七ツ島1丁目            | 鹿児島交通 |
| 5                    | 鹿児島中央駅・谷山港     | 七ツ島1丁目            | 鹿児島交通 |
| 6                    | 恵比須中央・慈眼寺公園前 | 慈眼寺団地             | 鹿児島交通 |
| 6                    | 生協病院前・慈眼寺公園前 | 慈眼寺団地             | 鹿児島交通 |
| 6-2                  | 新和田橋・慈眼寺公園前   | 慈眼寺団地             | 鹿児島交通 |
| 6-3                  | 県庁前・新和田橋         | 慈眼寺団地             | 鹿児島交通 |
| 7                    | 坂之上・国際大学前       | 慈眼寺団地             | 鹿児島交通 |
| 8                    | 竹ノ迫・自由ヶ丘         | ふれあいスポーツランド | 鹿児島交通 |
| 8                    | 竹ノ迫・自由ヶ丘         | 中山団地中央           | 鹿児島交通 |
| 9                    | 騎射場・日之出町         | 紫原                   | 鹿児島交通 |
| 11                   | 鹿児島中央駅・南高校前   | イオン鹿児島           | 鹿児島交通 |
| 14                   | 騎射場・脇田             | 大学病院前             | 鹿児島交通 |
| 15                   | 市営プール前・郡元       | 紫原                   | 鹿児島交通 |
| 15                   | 市営プール前・郡元       | 西紫原中学校下         | 鹿児島交通 |
| 15                   | 市営プール前・郡元       | 西紫原中学校前         | 鹿児島交通 |
| 15-2                 | 鹿児島中央駅             | 紫原                   | 鹿児島交通 |
| 15-3                 | 市営プール前・郡元       | 広木農協前             | 鹿児島交通 |
| 16                   | 大門口・県庁前           | 鴨池港                 | 鹿児島交通 |
| 17                   | 鹿児島中央駅・桜ヶ丘     | 桜ヶ丘東口             | 鹿児島交通 |
| 18                   | 鹿児島中央駅・桜ヶ丘     | 市役所前（循環）       | 鹿児島交通 |
| 19                   | 鹿児島中央駅・桜ヶ丘     | 桜ヶ丘5丁目            | 鹿児島交通 |
| 23                   | 騎射場・県庁前           | 鴨池港                 | 鹿児島交通 |
| 種別                 | 経由地                   | 行先                   | 運行       |

## その他
- 鹿児島市電において、同じ位置にある停留場とバス停の名称のほとんどは一致しているが、当停留場名に関しては最寄りのバス停名は「金生町」となっている。かつては電停名称とバス停名称は一致していたが、共同バス停に変更した際、朝日通にバス停が無い事から、バス停名称のみ「金生町」に変更された。

## 隣の停留場
鹿児島市交通局
鹿児島市電1系統・2系統
市役所前停留場 - 朝日通停留場 - いづろ通停留場
- かつて当停留場と市役所前停留場の間には名山堀停留場があった。
- かつて当停留場といづろ通停留場の間には金生町停留場（きんせいちょうていりゅうじょう）が存在したが、戦時中の1943年に廃止となっている。